# 九龍區專線小巴5M線
九龍區專線小巴5M線是一条九龍專線小巴路線，由冠榮車行旗下亨運營運，循環來往窩打老道山（學餘里）至旺角站之間。

## 歷史
路線於1984年10月22日投入服務。

## 使用車輛
現時此路線採用2輛豐田Coaster16座小巴
| 九龍5M線用車列表 | 九龍5M線用車列表 | 九龍5M線用車列表 | 九龍5M線用車列表                  |
| ---------------- | ---------------- | ---------------- | --------------------------------- |
| 車牌             | 代數             | 座位數目         | 備註                              |
| EF7789           | 2005 5LS2        | 16               | 原為九龍37A/37M線用車 車牌原屬2代 |
| LW1671           | 2005 5LS2        | 16               | 原為九龍37A/37M線用車             |

## 現況
由於本路線主要方便窩打老道山一帶住宅區和學校區居民和師生往來旺角及轉乘港鐵，故除了繁忙時間以外基本上很少乘客搭乘本路線。根據2014年1月21日播出的電視節目「東張西望」，此路線為冠榮車行虧蝕最嚴重的小巴路線之一。營辦商已對此路線採取放棄態度，更揚言要申請停辦。

## 服務時間及班次
- 星期一至六窩打老道山開：06:30-23:00（10-15分鐘一班）
- 星期日及紅假日窩打老道山開：07:00-23:00（12-15分鐘一班）

## 收費
- 全程收費：$4.9

| - 此路線大小同價。 - 65歲或以上長者使用長者或個人八達通（包括「樂悠咭」），合資格殘疾人士使用「殘疾人士身份」個人八達通，以及60至64歲香港居民使用「樂悠咭」繳付車資，均可享有每程劃一$2.0的政府長者及合資格殘疾人士公共交通票價優惠計劃。 - 乘客可以現金或八達通卡於上車時付款，不設找贖。 |

## 行車路線
- 途經：、文福道、文運道、文福道、培正道、梭椏道、亞皆老街、彌敦道、山東街、染布房街、亞皆老街、窩打老道、培正道、文福道及學餘里

## 外部連結
- 小巴薈 - 九龍區專線小巴5M號線 （页面存档备份，存于）